# Bambaşka Biri
Bambaşka Biri è un serial televisivo drammatico turco composto da 16 puntate, trasmesso su Fox dall'11 settembre 2023 al 13 gennaio 2024 con protagonisti Hande Erçel e Burak Deniz.

## Episodi
| Stagione       | Episodi | Prima TV Turchia | Prima TV Italia |
| -------------- | ------- | ---------------- | --------------- |
| Prima stagione | 16      | 2023-2024        | inedita         |

## Personaggi e interpreti
- Leyla Gediz (episodi 1-16), interpretata da Hande Erçel. È il procuratore della Repubblica di Turchia, figlia di Şahinde ed Ekrem e sorella di Tahir.
- Kenan Öztürk / Doğan Kaya (episodi 1-16), interpretato da Burak Deniz. È un giornalista, figlio di Nevin e Turan. A causa del suo disturbo dissociativo dell'identità ha una seconda personalità, ovvero quella di Doğan Kaya, che è un assassino che si vendica uccidendosi.
- Yasemin (episodi 1-16), interpretata da Begüm Akkaya. È un avvocato e la migliore amica di Leyla.
- Murat Erden (episodi 1-16), interpretato da Ferit Aktuğ. È il migliore amico di Kenan e il redattore capo del canale per cui lavora, TVR.
- Şahinde Gediz (episodi 1-16), interpretata da Gülçin Hatıhan. È la madre di Leyla.
- Ekrem Gediz (episodi 1-9), interpretato da Muttalip Müjdeci. È il padre di Leyla.
- Nevin Öztürk (episodi 1-16), interpretata da Berrin Arısoy. È la madre di Kenan.
- Turan Öztürk (episodi 1-16), interpretato da Cem Davran. È il padre di Kenan.
- Tahir Gediz (episodi 1-16), interpretato da Uğur Uzunel. È il figlio di Şahinde ed Ekrem, fratello di Leyla e marito di Nuray.
- Nuray Gediz (episodi 1-16), interpretata da Polen Emre. È la moglie di Tahir e cognata di Leyla.
- İdris Taşlı (episodi 1-16), interpretata da Menderes Samancılar. È l'unica persona vicina a Kenan nel suo stato di Doğan.
- Gökhan (episodi 2-16), interpretato da Bahadır Vatanoğlu. È un amico di Tahir che si trova in prigione.
- Pelin (episodi 1-16), interpretata da Dilşah Demir. È la segretaria di Kenan.
- Gülçin Gediz (episodi 5-16), interpretata da Kardelen Arnavutoğlu.
- Nükhet Arslan (episodi 1-8, 11), interpretata da Aslı Orcan. È la proprietaria di TVR.
- Commissario Refik (episodi 1-16), interpretato da Koray Karaca. È l'ufficiale subordinato di Leyla nell'ufficio del pubblico ministero.
- Nurgul (episodi 1-16), interpretato da Birgül Ulusoy. È la zia di Nuray.

## Produzione
La serie è diretta da Neslihan Yeşilyurt, Özlem Günhan e Gül Sarıaltın, scritta da Ethem Özışık e prodotta da TIMS&B Productions. Inizialmente, il titolo previsto per la serie era İki Yabancı, conosciuto in inglese come Two Strangers, ma è stato successivamente cambiato nel titolo Bambaşka Biri.
Hande Erçel nel ruolo del procuratore Leyla Gediz e Burak Deniz nel ruolo del giornalista Kenan Öztürk si sono uniti al cast nella loro seconda collaborazione dopo la serie del 2016 Aşk Laftan Anlamaz. Le riprese sono state effettuate a Istanbul, in particolare nei quartieri di Beşiktaş, Galata e nei dintorni.

## Promozione
Il debutto della serie, previsto per l'11 settembre 2023, è stato annunciato il 24 agosto da Fox e dalla società di produzione TIMS&B Productions attraverso i canali social della serie.

## Accoglienza
Il 18 settembre 2023, la serie è stata la più vista in tutte le categorie, quando è stato presentato in anteprima il suo secondo episodio.